# هيثم جبر
هيثم جبر (مواليد دمشق 25 نوفمبر 1951) ممثل سوري، شقيق الممثلان السوريان ناجي جبر ومحمود جبر، حقق جماهيرية واسعة من خلال شخصية أبو الحكم في مسلسل باب الحارة.ومسلسل الدبور

## أعماله

### المسرح
- أنا والزواج.
- سجين بالأجرة.

### أعمال سينمائية
- المزيفون.
- امبراطورية غوار.
- نساء للشتاء.
- شقة ومليون مفتاح.
- زواج علي الطريقة المحلية .
- اتفضلوا ممنوع الدخول.

### أعمال تلفزيونية
- وادي المسك.
- تجارب عائلية
- يوميات مرحة.
- ياسين تورز.
- الجدران الباردة.
- قصاقيص.
- تلفزيون المرح.
- الوحل.
- حارة الجوري.
- حدث في المطبخ
- قانون الغاب.
- الرحيل إلى الوجه الآخر.
- الشام في عيوني.
- العودة إلى الماضي.
- أبو كامل.
- وجها لوجه.
- زمن البرغوت.
- باب الحارة (الأجزاء 8،7،6،5،4،3،2،1).
- الدبور.
- حارة الياقوت.
- حمام شامي.
- طوق البنات.
- عطر الشام.
- الزاحفون.

## روابط خارجية
- هيثم جبر على موقع قاعدة بيانات الأفلام العربية